# Simion Stoilow
Simion Stoilow (parfois écrit Stoilov) né le 14 septembre 1887 à Bucarest et mort le 4 avril 1961 dans la même ville, est un diplomate et mathématicien roumain, professeur d'université et fondateur de l'école roumaine d'analyse complexe. Il est l'auteur de plus de 100 publications, membre de l'Académie roumaine et énonciateur des théorèmes de Stoilow, créateur de la théorie topologique des fonctions analytiques.

## Biographie
Né à Bucarest, il passe la majeure partie de sa jeunesse à Craiova, il étudie au Collège national Carol I de la ville. Stoilow se rend à Paris en 1907 et obtient, en 1910, un baccalauréat universitaire en sciences de la faculté des sciences de Paris. En 1916, il y obtient son doctorat en mathématiques sous la supervision d'Émile Picard.
La même année, il retourne en Roumanie pour combattre sur le front roumain, d'abord en Dobrogée puis en Moldavie. Après la guerre, il devient professeur à l'université Alexandru Ioan Cuza de Iași de 1919 à 1921, puis professeur à l'université nationale de Tchernivtsi (située actuellement en Ukraine mais à l'époque dans le royaume de Roumanie) de 1921 à 1939.
Il a été conférencier au congrès international des mathématiciens à plusieurs reprises, en 1920, 1928 et 1936.
Il s'installe à Bucarest à partir de 1939 et devient professeur à l'université polytechnique de Bucarest jusqu’en 1941, date à partir de laquelle il enseigne à l'université de Bucarest. Il y est le recteur de 1944 à 1946. Il est le doyen de la faculté de mathématiques et physique de l'université de 1948 à 1951.
De 1946 à 1948, il est ambassadeur de la Roumanie en France. Il est membre de la délégation roumaine à la conférence de paix de Paris de 1946.
Stoilow est élu membre correspondant de l'Académie roumaine en 1936 puis membre titulaire en 1945. Il fonde en 1949 l'Institut de mathématiques de cette Académie, qu'il dirige jusqu'à son décès. Il y a pour étudiants Martin Jurchescu, Cabiria Andreian Cazacu, Corneliu Constantinescu, Nicolae Boboc, et Aurel Cornea.
Il meurt le 4 avril 1961, d'un AVC. Ses œuvres sont éditées en 1964 par plusieurs de ses anciens étudiants.